# Combate en espacios cerrados

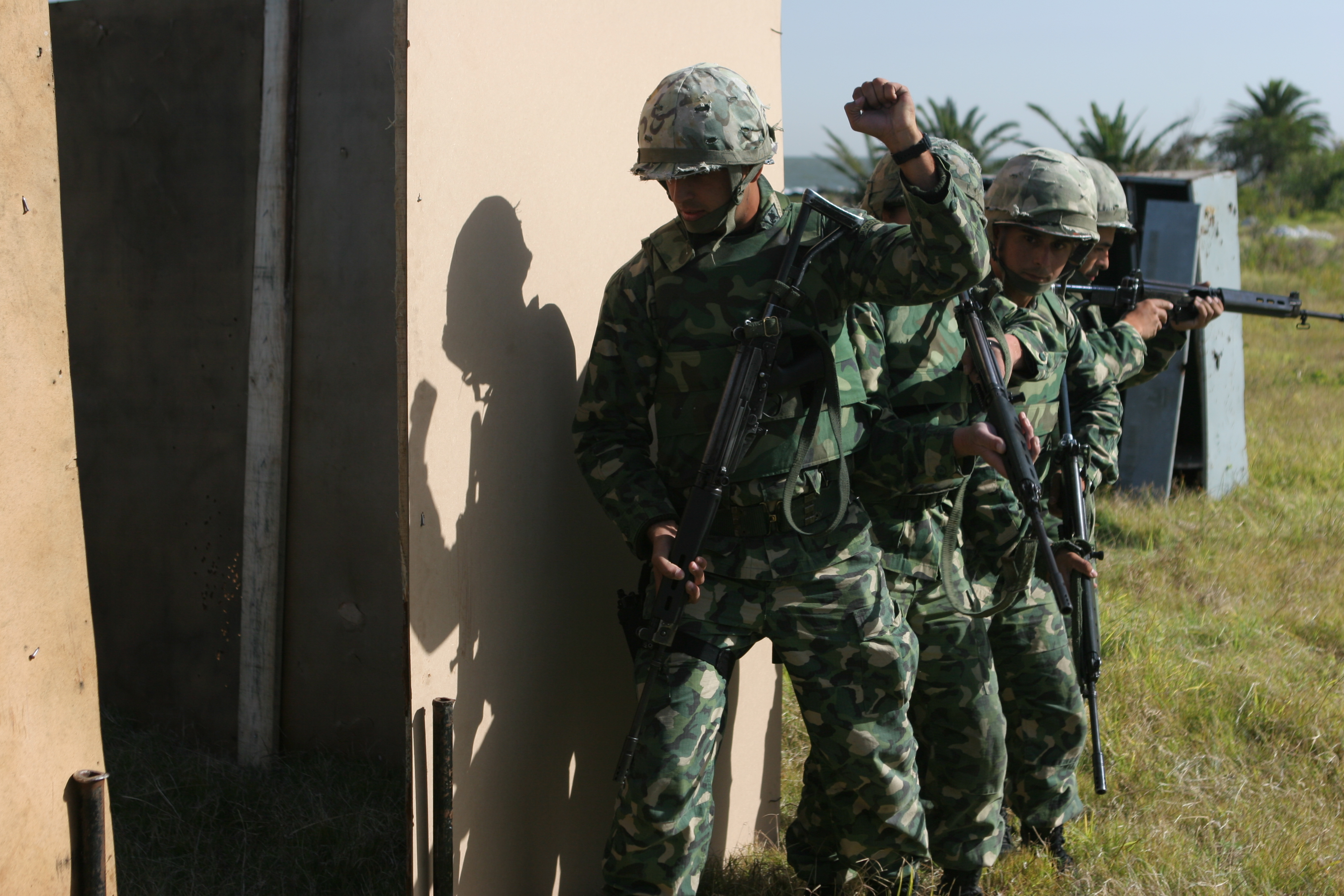
Infantes de marina uruguayos realizando un entrenamiento de CQB en Montevideo, Uruguay, mayo de 2008

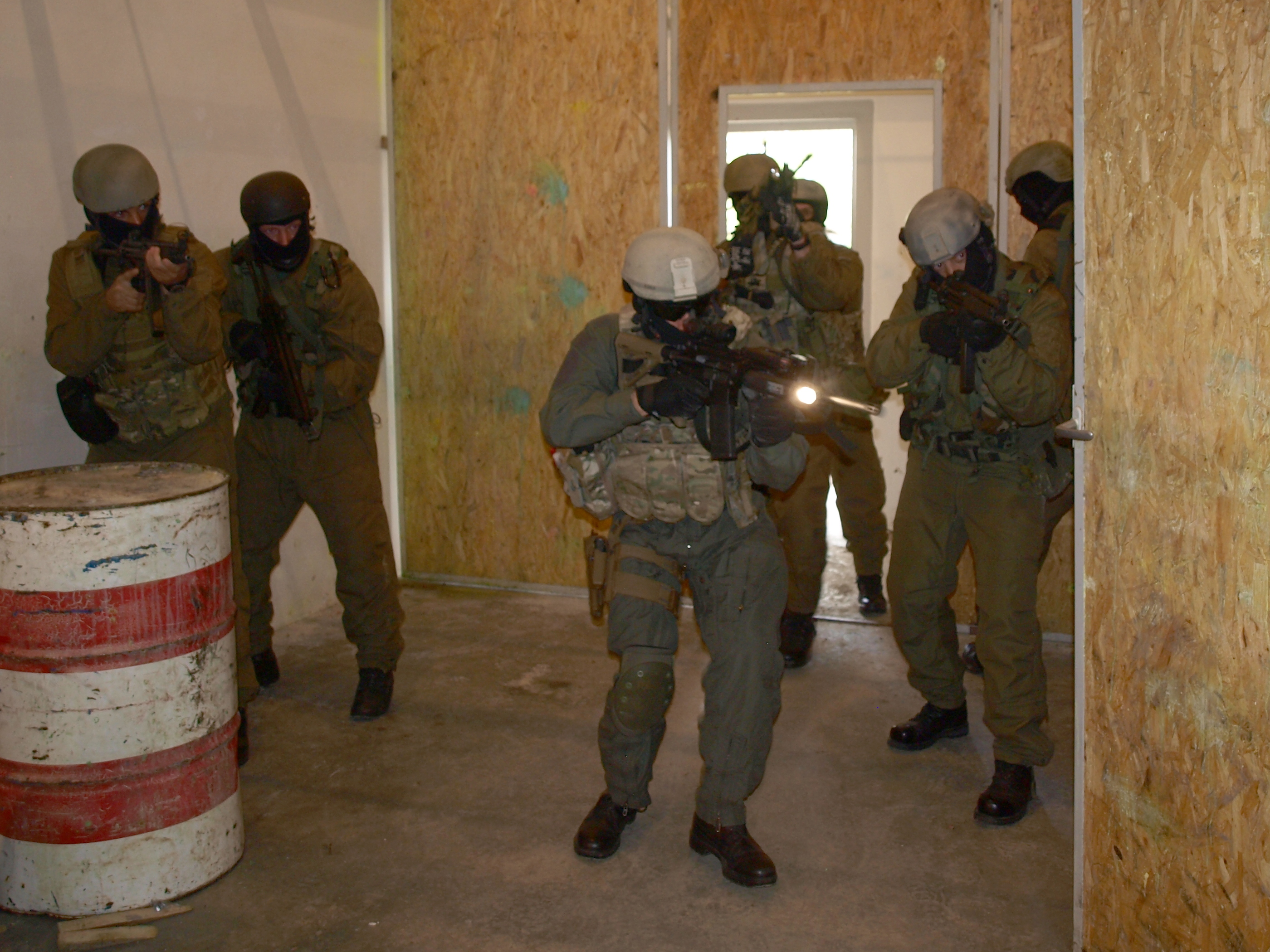
Soldados del Ejército húngaro realizando un entrenamiento de combate en espacios cerrados

El combate en espacios cerrados, más conocido por los nombres en inglés close quarters combat (CQC) y close quarters battle (CQB), es un tipo de combate en el que pequeñas unidades se enfrentan al enemigo con armas personales a muy poca distancia, posiblemente hasta el punto de llegar al combate cuerpo a cuerpo o lucha con armas de mano como espadas o cuchillos. En el escenario CQC típico, los atacantes intentan el asalto violento y muy rápido de un vehículo o estructura controlada por los defensores, quienes normalmente no tienen una forma fácil de retirarse. Debido a que enemigos, rehenes/civiles, y los propios compañeros de operación pueden estar estrechamente entremezclados, el CQC requiere un asalto rápido y una aplicación precisa de la fuerza letal. Los agentes necesitan tener gran habilidad con sus armas, pero también la habilidad de tomar decisiones en fracciones de segundo a fin de evitar o limitar las víctimas amigas. El CQC se define como un conflicto de corta duración y de alta intensidad, caracterizado por la violencia repentina a corta distancia.
Aunque los criminales a veces usan técnicas CQC, como en un robo a mano armada o en una fuga, la mayoría de la terminología proviene del entrenamiento usado para preparar soldados, policías y otras autoridades. Por lo tanto, la mayoría del material sobre CQC está escrito desde la perspectiva de las autoridades que deben entrar en un lugar donde la fuerza oponente (opfor) se ha atrincherado.
Aunque hay una considerable superposición, CQC no es sinónimo de guerra urbana, a veces conocida en el mundo occidental por los acrónimos militares en inglés MOUT (operaciones militares en terreno urbano), FIBUA (lucha en áreas edificadas) o OBUA (operaciones en áreas edificadas). Las guerra urbana es un campo mucho más grande, que incluye logística y armas pesadas como ametralladoras pesadas, morteros y lanzagranadas montados, así como artillería, blindados y apoyo aéreo. En cambio, el CQC se centra en pequeñas unidades de infantería que emplean armas ligeras y compactas que pueden ser portadas por un solo hombre y fácilmente usadas en espacios reducidos, como carabinas, subfusiles, escopetas, pistolas y cuchillos. De este modo el CQC es un concepto táctico que forma parte del concepto estratégico de la guerra urbana, pero no todos los casos CQC se desarrollan necesariamente en un entorno de guerra urbana, por ejemplo, la guerra de guerrillas y de jungla.